# Les Démons d'Alexia
Les Démons d'Alexia est une série de bande dessinée belge, constituée en trois cycles, dessinée par Benoît Ers et écrite par Vincent Dugomier. La série a été lancée en 2004 aux Éditions Dupuis après avoir été pré-publiée dans l'hebdomadaire Spirou. La série relate les aventures d'Alexia, une jeune femme dans la vingtaine, qui est exorciste débutante mais très douée.  

## Synopsis

### Premier cycle
Dans le premier album, Alexia est une exorciste à la recherche d'un emploi. Elle est recrutée par le CRPS (Centre de Recherche des Phénomènes Surnaturels), un organisme chargé par les autorités de protéger le monde des forces occultes tout en gardant le secret sur leur existence même.
Après son arrivée au CRPS, Sarah Perkins, sorcière de Salem dont les restes sont conservés au CRPS, provoque une vague de morts. Alexia découvre qu'il s'agit de son ancêtre, et qu'elle vise à faire d'elle une sorcière également. Ce que Sarah Perkins réussit en poussant Alexia à la tuer (la transformant en spectre).
Dans le second album, Alexia cherche à étudier la zone 85. Le nécromancien Olof Zünd est son allié, malgré des tensions entre eux. Mais quand Stoughton, l'ancien directeur, sort du coma, il exclut Alexia du CRPS.
Dans le troisième album, Alexia se rend dans le pays de l'occulte, Yorthopia. Pendant ce temps, le directeur remplaçant (congédié), Olof Zünd et Harold Pleston tentent d'empêcher Stoughton de forcer Bérénice à porter son enfant.
Dans le quatrième album, le spectre de Sarah Perkins manipule Alexia pour lui faire lancer un sort afin de se « protéger » du directeur Stoughton. Le résultat est le massacre de tout le personnel présent au CRPS, Olof Zünd étant le seul survivant présent sur les lieux, alors que l'aubergiste Gabriel avait empêché Harold Pleston et Bérénice de se rendre sur place.
Les survivants ne voient qu'un seul moyen de sauver le CRPS : faire d'Alexia, à la fois sorcière et exorciste, leur directrice. Petit bémol : Alexia n'est pas exorciste à 50 % et sorcière à 50 % : Pour faire d'Alexia une exorciste, Gabriel n'y a laissé que ses ailes d'Ange tandis que Sarah Perkins, elle, y a laissé sa vie. La part de sorcière d'Alexia prend donc le dessus sur sa part d'exorciste.

## Historique
Les auteurs ont créé, autour de leur monde magique, une histoire de groupuscule secret qui serait à l'origine de leur inspiration. Comme pour le conteur des Désastreuses Aventures des orphelins Baudelaire, cette utilisation d'un faux-vrai personnage donne une dimension mystérieuse et historique qui renforce les détails et l'histoire des personnages.
Un historique mélangeant fiction et vérité est publié à la fin du premier cycle, donnant des détails sur les personnages comme sur le contexte historique des sorcières de Salem. Cette partie utilise aussi un vocabulaire spécifique ésotérique, avec un mélange de termes scientifiques. Les auteurs font intervenir leurs création dans l'histoire, dans les évènements des siècles passés depuis la chasse aux sorcières de Salem, comme des scientifiques avec les moyens de l'époque.

## Personnages
- Alexia : l'héroïne de l'histoire. Exorciste de haut niveau, elle est recrutée par le CRPS, descendante de Sarah Perkins, elle est aussi une sorcière à la suite de l'héritage que lui a laissé Sarah Perkins, son arrière-arrière-grand-mère sorcière qu'elle tue dans la réserve du CRPS acquérant ainsi son héritage de sorcière qu'elle niera longtemps.
- Paolo Capaldi : médium travaillant pour le CRPS, il voue une haine farouche à Alexia. Mais au fil des albums, il tombera amoureux d'elle. On ne voit jamais Paolo. C'est un Yotile, un des habitants de Yorthopia. Les Yotiles sont extrêmement discrets pour aller aussi bien dans les lieux dédiés a la magie blanche, qu'à ceux dédiés la magie noire. Les Yotiles sont médiums.
- Bérénice : amie d'Alexia et secrétaire du CRPS. Stoughton désire avoir un fils et choisit Bérénice comme mère. Elle arrive toujours à le duper ou à retarder le moment fatidique.
- Harold Pleston : Spécialiste en sciences occultes (alchimie) au CRPS, il est en fait une « taupe » de Sarah Perkins et prend part à l'assassinat de Gabriel.
- Olof Zünd : Nécromancien au CRPS, paraît inquiétant à première vue, mais pas plus dangereux qu'un autre
- Gabriel : Patron de la pension Chez Gabriel où dort Alexia, on en apprend plus sur lui dans les tomes 3 et 4. C'est en fait l'ange gardien d'Alexia. C'est lui qui donnera à Alexia son don d'exorciste, pour ça il sacrifiera ses ailes. Il sera tué dans le tome 6 pour égaliser les pouvoirs donnés à Alexia par lui-même et par Sarah Perkins, qui a sacrifié sa vie.
- Le directeur remplaçant : dirigeait le CRPS lors du coma de l'ancien directeur, mais remis au chômage lorsque celui-ci sortit de son coma.
- Sarah Perkins : Ancêtre d'Alexia, sorcière, exécutée en 1692 par le juge William Stoughton, ressuscitée grâce à la présence de sa descendante Alexia près de son squelette exposé dans le couloir du  CRPS sans que personne, à ce moment-là ne sache exactement pourquoi il fait partie de la collection d'objets ésotériques du Centre. Elle donnera à Alexia sa part de magie noire, en se faisant tuer par celle-ci. Elle reste relativement puissante sous forme de spectre.
- Stoughton : Directeur du CRPS, descendant du juge William Stoughton qui condamna à mort les Sorcières de Salem. Le CRPS a été dirigé uniquement par des descendants du juge. Il est plongé dans le coma depuis la catastrophe de 1985 qui a dévasté le CRPS et tué la majeure partie des employés car il maintient un envoûtement empêchant à tout être vivant (animal ou végétal) de survivre dans la Zone 85 dans le but d'empêcher le syndrome de Salem de se reproduire. Réveillé dans le second album, il se révèle un fanatique autoritaire mais intelligent, déterminé à la destruction du surnaturel en général (plutôt qu'à sa pacification) et à celle des sorcières en particulier. Il est tout autant déterminé à perpétuer sa lignée à la tête du CRPS, ayant décidé que Bérénice allait porter son enfant, de gré ou de force.
- Monsieur Pinterovitch : Travaillait au CRPS, mais son manque de courage lui a coûté la vie : il a voulu interrompre le cycle de résurrection de Sarah Perkins en la poignardant. Sarah Perkins ne se laissant pas faire, ensorcelle le couteau qui finira par traverser le corps de Monsieur Pinterovitch qui y laissera bien entendu sa vie.
- Inspecteur : Envoyé par les commanditaires du CRPS afin de s'assurer de l'efficacité du centre, cet aveugle aux sens hyper développés est l'annonciateur d'une des plus terribles menaces pesant sur le centre : la fermeture administrative. Dans le cas où le CRPS aurait fermé ses portes l'Inspecteur voulait éradiquer la vague de manifestations occultes militairement. Ce qu'il n'a pas compris, c'est que le but n'est pas de l'éradiquer mais de l'équilibrer.
- Nikis : Envoyé permanent du CRPS en Grèce. Il meurt mangé vivant par des furets dans Chair Humaine.

## Analyse

### Le monde

#### Le C.R.P.S.
Le C.R.P.S. (Centre de Recherche des Phénomènes Surnaturels) est une institution peu connue mais bénéficiant de subsides importants et d'appuis très haut placés (différents gouvernements et institutions internationales). Son mandat est de réguler le plus discrètement possible les interactions entre le monde surnaturel et notre monde. Il fait appel à nombre de spécialistes travaillant au sein de l'établissement, et d'observateurs répartis partout dans le monde.
Le Centre a été fondé en 1702 par William Stoughton, inquisiteur ayant condamné à la pendaison les sorcières de Salem (dans ce monde de fiction, de véritables sorcières figurent parmi les condamnées de Salem) en 1692.
L'institution, dirigée de père en fils par les descendants de Stoughton, traversera l'Atlantique pour s'établir en Europe. Le choix de l'emplacement n'est pas fortuit : c'est sur un lieu géomantique très puissant, l'unique espace d'accès vers Yorthopia connu en notre monde, que le C.R.P.S. bâtira ses nouveaux locaux.
Le premier but du CRPS était d'empêcher la naissance d'Alexia. Il échouera à cette tâche entraînant ainsi non seulement la naissance d'Alexia mais par le même occasion, la résurrection de Sarah Perkins et donc celle de l'ordre des Sorcières de Salem.

#### Yorthopia
Yorthopia est un monde parallèle qui ne se trouve pas sur la Terre ni sur une planète en rotation comme nous le démontre Alexia découvert par l'Abyssin Yorthothep l'Eunuque plus de deux mille ans avant Jésus Christ. Ce « pays » servirait depuis lors à entreposer toutes les connaissances humaines en matière d'occultisme. L'accès à Yorthopia est très limité, et ne peut être emprunté que par des personnes ayant de forts pouvoirs. Le CRPS a été construit sur le seul accès connu. 
Le C.R.P.S. subit en 1985 une catastrophe exterminant presque entièrement son personnel, soit 42 scientifiques et administratifs. Seul survivant, le directeur, héritier de la lignée Stoughton est depuis plongé dans le coma. La catastrophe de 1985 a également rendu inutilisable toute une aile du bâtiment. Depuis cette date, toute intrusion humaine ou même mécanique est impossible dans la « Zone 85 ». 
Le rituel de passage à Yorthopia est différent pour chaque être car il prédit la façon dont il mourra. Dans le cas d'Alexia, le rituel de passage est le feu. On en déduit donc qu'elle mourra comme ses ascendantes sorcières : brûlée sur le bûcher.
Outre son existence dans "Les démons d'Alexia", Yorthopia existe aussi en République Tchèque. Comme dans la bande dessinée, Yorthopia était une bibliothèque contenant des ouvrages sur les sciences occultes recueillis par un groupe de scientifique : "Le Clavicularum Circulus" (groupe de scientifiques, alchimistes, etc.) dont s'est inspiré Benoît Ers pour créer le C.R.P.S. Elle fut malheureusement détruite lors de la Seconde Guerre mondiale réduisant à rien sa collection d'ouvrages.

#### La Zone 85
La zone 85 est construite sur le seul accès à Yorthopia connu. Cette zone est protégée par un envoûtement maintenu par les Stoughton de génération en génération qui empêche toute vie animale ou végétale de survivre et qui empêche également toute intrusion mécanique (caméra, etc.). Ce sortilège est levé au réveil de l'ancien directeur. Alexia essaie à plusieurs reprises d'entrer dans la Zone mais en tant que descendante directe de Sarah Perkins, Sorcière de Salem, elle subit à chaque intrusion les diverses tortures infligées aux Sorcières de Salem en 1692 à savoir : des flagellations, des coupures, etc.  Lors de chaque intrusion, elle échappe de peu au sort réservé aux Sorcières de Salem à l'époque c'est-à-dire la mort.

#### Le Freewood
Le Freewood est le navire dans lequel une bonne partie des ouvrages et des objets ésotériques a été transportée lorsque le CRPS s'est étendu de Salem vers l'Europe. Il a sombré dans les eaux hollandaises faisant ainsi perdre au CRPS une partie de sa collection d'objets ésotériques dont l'engoulevent qui est un oiseau (un engoulevent souvent associé à la mort en raison de son chant rauque) enfermé dans un récipient de cristal qui permet de transplanter l'âme d'une personne dans un autre corps. 
Cet objet est inspiré des légendes sur l'oiseau engoulevent qui, selon le mythe, aspire l'âme des morts pour les amener vers leur destination finale. Alexia en aura besoin pour mettre l'esprit de Sarah Perkins dans le corps d'une femme en état de mort cérébrale. Elle échouera à cette tâche et tuera malgré elle Gabriel au lieu de faire revenir Sarah Perkins pour rétablir l'équilibre de ses pouvoirs de sorcière et d'exorciste.

## Publication
La bande dessinée est pré-publiée dans Spirou. De plus, quelques histoires courtes paraissent dans le journal sans être mises en album.

### Albums
- Premier cycle :
  - Tome 1 : L'Héritage (février 2004)
  - Tome 2 : Stigma Diabolicum (avril 2005)
  - Tome 3 : Yorthopia (avril 2006)
  - Tome 4 : Le Syndrome de Salem (5 septembre 2007) - Fin du premier cycle
- Deuxième cycle :
  - Tome 5 : Le Sang de l'Ange (9 janvier 2009)[3]
  - Tome 6 : Les Larmes de Sang (2 octobre 2009) - Fin du deuxième cycle
- Troisième cycle :
  - Tome 7 : Chair humaine (1er avril 2011) - Début et fin du troisième cycle

Les auteurs affirment qu'ils souhaitent arrêter Alexia au tome 7 pour développer deux autres projets (Tueurs de mamans et Hell school).

### Histoires courtes
Le no 3368 de Spirou contient la première aventure d'Alexia, avec un récit en six pages. On trouve de nouveaux mini-récits dans le no 3662, no 3664, no 3823, numéro spécial « Sauvez la Belgique », dans lequel à la demande du roi Alexia tente d'exorciser la discorde qui règne sur son pays. Il s'agit de la dernière publication de cette série.

### Intégrale
La première intégrale des Démons d'Alexia paraît le 1er juin 2018 aux éditions Dupuis et comporte 220 pages. Elle regroupe les tomes 1, 2, 3 et 4 ainsi qu'une histoire courte et un dossier.
La deuxième intégrale comportera 180 pages et sera composée des albums 5 à 7 et de trois autres histoires courtes, dossiers, etc. Elle sortira le 28 juin 2019 aux éditions Dupuis.